# Lella Lombardi
Maria Grazia „Lella“ Lombardi (* 26. März 1941 in Frugarolo; † 3. März 1992 in Mailand) war eine italienische Automobilrennfahrerin. Sie ist neben Maria Teresa de Filippis die einzige Frau, die in der Geschichte der Formel-1-Rennserie an einem Grand Prix teilnahm.

## Karriere
Im Jahr 1974 hatte Lella Lombardi im Team Allied Polymer Group beim Großen Preis von Großbritannien in Brands Hatch ihr Formel-1-Debüt, ohne sich jedoch für das Rennen qualifizieren zu können. 1975 startete sie erstmals bei einem Formel-1-Rennen, dem Großen Preis von Südafrika, für das Team March. Beim letzten Lauf der Saison, dem Großen Preis der USA in Watkins Glen, trat sie für Frank Williams Racing Cars an, konnte zum Rennen aber wegen Zündungsproblemen im Warm-up nicht starten. 1976 fuhr sie ein Rennen für March, das sie von Platz 22 startend auf dem 14. Rang beendete. Sie wechselte daraufhin zum Team RAM und fuhr drei Rennen. Ihr letztes von zwölf Rennen fuhr sie 1976 in Zeltweg beim Großen Preis von Österreich und belegte nach Platz 24 in der Qualifikation am Ende Platz 12.
Lella Lombardi ist die bisher einzige Frau, die in einem Formel-1-Grand-Prix in die Punkteränge fuhr. 1975 erhielt sie einen halben WM-Punkt für Platz sechs beim vorzeitig abgebrochenen Großen Preis von Spanien auf dem Circuit de Montjuïc in Barcelona. Nach dem damaligen Reglement erhielten nur die ersten sechs Fahrer Punkte, heute würden ihr 8 Punkte für Platz sechs bzw. 4 Punkte bei vorzeitigem Abbruch des Rennens zugeteilt.
Sie ist außerdem die erste Frau, die an einem Rennen der Deutschen Tourenwagen-Meisterschaft teilnahm. Mit dem siebten bzw. dem zehnten Platz beim zehnten Rennwochenende auf dem Hockenheimring 1984 belegte sie zwar einen Platz in den Punkterängen, hatte als Gaststarterin aber kein Anrecht auf Punkte.
Auch im Sportwagensport war sie aktiv. 1981 siegte sie gemeinsam mit Giorgio Francia auf einem Osella PA9 beim 6-Stunden-Rennen von Mugello. Viermal startete sie beim 24-Stunden-Rennen von Le Mans. Ihr bestes Ergebnis war 1977 Platz elf auf einem Inhaltéra-Prototyp LM 77 zusammen mit der Belgierin Christine Beckers.

## Privates
Lella Lombardi war die Tochter eines Fleischers. Sie starb 50-jährig am 3. März 1992 im Beisein ihrer Partnerin Fiorenza in der Mailänder San-Camillo-Klinik (heute Casa di cura San Camillo) an Krebs.

## Statistik

### Statistik in der Automobil-Weltmeisterschaft
Diese Statistik umfasst alle Teilnahmen der Fahrerin an der Automobil-Weltmeisterschaft, die heute als Formel-1-Weltmeisterschaft bezeichnet wird.
Einzelergebnisse
| Saison | 1 | 2   | 3 | 4   | 5   | 6   | 7  | 8   | 9   | 10 | 11 | 12  | 13  | 14 | 15 | 16 |
| ------ | - | --- | - | --- | --- | --- | -- | --- | --- | -- | -- | --- | --- | -- | -- | -- |
| 1974   |   |     |   |     |     |     |    |     |     |    |    |     |     |    |    |    |
|        |   |     |   |     |     |     |    |     | DNQ |    |    |     |     |    |    |    |
| 1975   |   |     |   |     |     |     |    |     |     |    |    |     |     |    |    |    |
|        |   | DNF | 6 | DNQ | DNF | DNF | 14 | 18  | DNF | 7  | 17 | DNF | DNS |    |    |    |
| 1976   |   |     |   |     |     |     |    |     |     |    |    |     |     |    |    |    |
| 14     |   |     |   |     |     |     |    | DNQ | DNQ | 12 |    |     |     |    |    |    |

| Legende  | Legende            | Legende                                                          |
| Farbe    | Abkürzung          | Bedeutung                                                        |
| -------- | ------------------ | ---------------------------------------------------------------- |
| Gold     | –                  | Sieg                                                             |
| Silber   | –                  | 2. Platz                                                         |
| Bronze   | –                  | 3. Platz                                                         |
| Grün     | –                  | Platzierung in den Punkten                                       |
| Blau     | –                  | Klassifiziert außerhalb der Punkteränge                          |
| Violett  | DNF                | Rennen nicht beendet (did not finish)                            |
| Violett  | NC                 | nicht klassifiziert (not classified)                             |
| Rot      | DNQ                | nicht qualifiziert (did not qualify)                             |
| Rot      | DNPQ               | in Vorqualifikation gescheitert (did not pre-qualify)            |
| Schwarz  | DSQ                | disqualifiziert (disqualified)                                   |
| Weiß     | DNS                | nicht am Start (did not start)                                   |
| Weiß     | WD                 | zurückgezogen (withdrawn)                                        |
| Hellblau | PO                 | nur am Training teilgenommen (practiced only)                    |
| Hellblau | TD                 | Freitags-Testfahrer (test driver)                                |
| ohne     | DNP                | nicht am Training teilgenommen (did not practice)                |
| ohne     | INJ                | verletzt oder krank (injured)                                    |
| ohne     | EX                 | ausgeschlossen (excluded)                                        |
| ohne     | DNA                | nicht erschienen (did not arrive)                                |
| ohne     | C                  | Rennen abgesagt (cancelled)                                      |
| ohne     | keine WM-Teilnahme |                                                                  |
| sonstige | P/fett             | Pole-Position                                                    |
| sonstige | 1/2/3/4/5/6/7/8    | Punktplatzierung im Sprint-/Qualifikationsrennen                 |
| sonstige | SR/kursiv          | Schnellste Rennrunde                                             |
| sonstige | *                  | nicht im Ziel, aufgrund der zurückgelegten Distanz aber gewertet |
| sonstige | ()                 | Streichresultate                                                 |
| sonstige | unterstrichen      | Führender in der Gesamtwertung                                   |

### Le-Mans-Ergebnisse
| Jahr | Team                   | Fahrzeug       | Teamkollege             | Platzierung | Ausfallgrund |
| ---- | ---------------------- | -------------- | ----------------------- | ----------- | ------------ |
| 1975 | Equipe Elf Switzerland | Alpine A441    | Marie-Claude Charmasson | Ausfall     | Elektrik     |
| 1976 | Aseptogyl              | Lancia Stratos | Christine Dacremont     | Rang 20     |              |
| 1977 | Inaltera               | Inaltera LM77  | Christine Beckers       | Rang 11     |              |
| 1980 | Scuderia Torino Corse  | Osella PA8     | Mark Thatcher           | Ausfall     | Unfall       |